# 18880 Тоддблюмберг
18880 Тоддблюмберг (18880 Toddblumberg) — астероїд головного поясу, відкритий 10 грудня 1999 року.
Тіссеранів параметр щодо Юпітера — 3,145.